# Maria Erwolter
Maria Erwolter (født 22. december 1976 i København) er en dansk skuespiller. Hun blev uddannet som danser, men kendt for sin debutrolle som Gry i Pusher II, og som Christian Fuhlendorffs søster i comedy serien Kristian. Hun er uddannet skuespiller i Los Angeles hos Ivana Chubbuck. Hun har sidenhen fået succes i udlandet med bl.a roller i 1899 og The Walking Dead. 

## Filmografi
- Pusher II (2004) – Gry
- Ækte vare (2014) – Mor
- Underverden (2017) - jordmoder
- Gud taler ud (2017)
- The Ritual (2018)
- Hagen (2024)

### Tv-serier
• The Walking Dead (2024) - Hanna
• 1899 (2022) - Iben 
• Copenhagen Cowboy (2022) - Beate
• Fredløs (2021) - Marianne 
• Sommerdahl (2021) - Dorthe 
• Rig 45 (2020) - Susanne 
• DNA (2019) - Gunvor 
• Den som dræber (2019) - Camilla 
• Kristian (2009-2011) – Line
- Anna Pihl (2006)– Bonnie
- Zulu Kvæg-ræs (2010) – som sig selv
- Vild med Comedy (2011) – som sig selv